# Gobel auf Hofgiebing

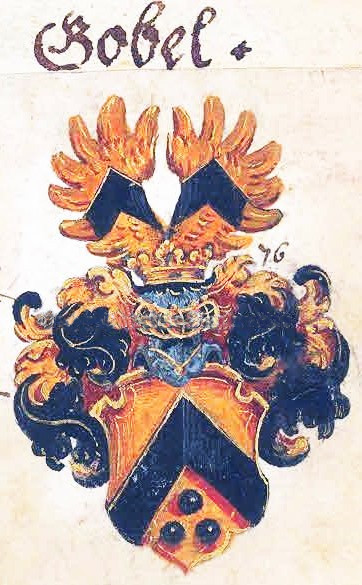
Wappen der Gobel von Hofgiebing (1628)

Die Herren und ab 1766 Freiherren von Gobel auf Hofgiebing waren Juristen und Militärs in kurpfälzischen und bayerischen Diensten, auch Geistliche der katholischen Kirche, von Ende des 16. Jahrhunderts bis zum Tod 1873 des letzten Namensträgers.

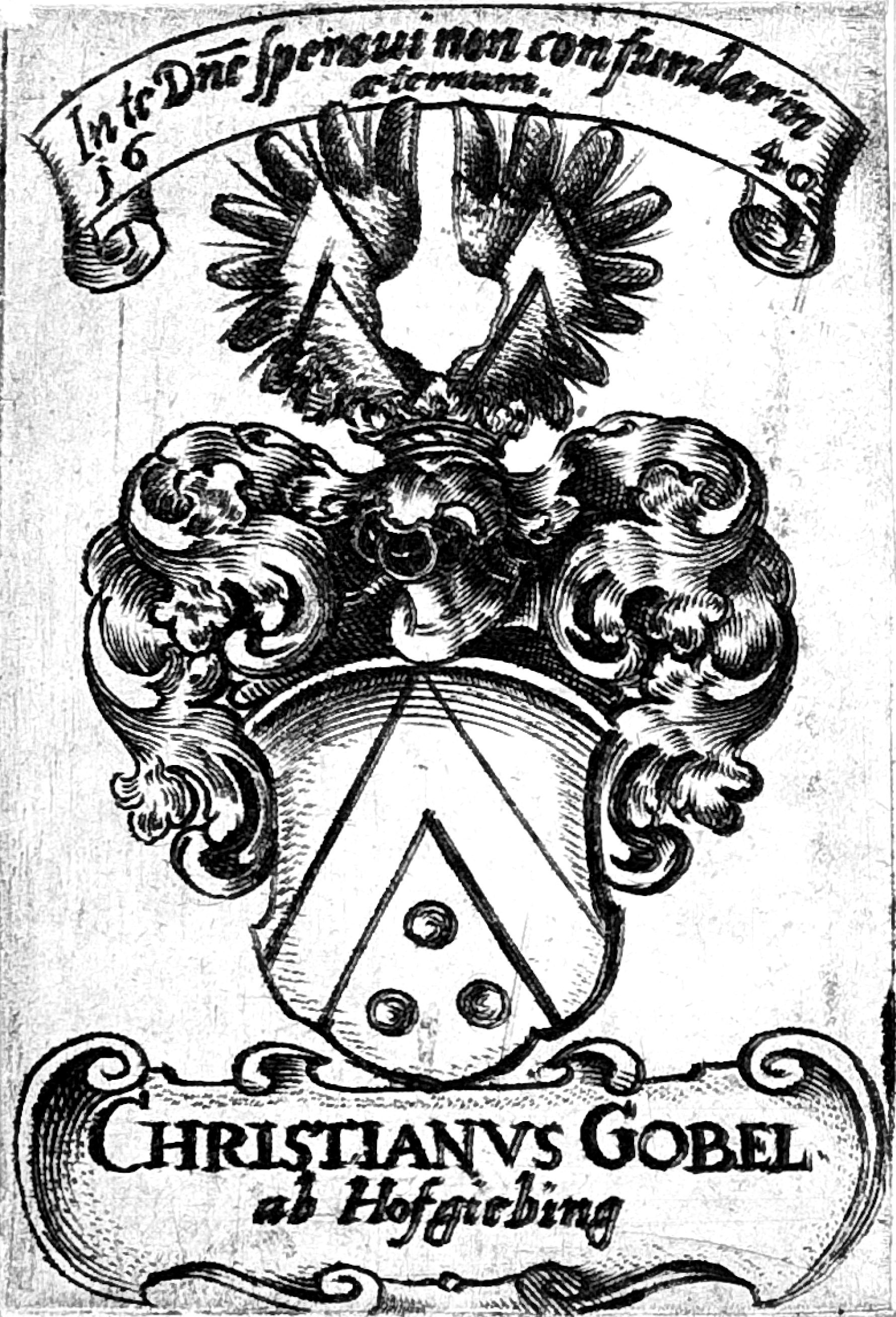
Wappen des Dr. jur. Christian von Gobel auf Hofgiebing (1590–1658)

## Adelsbestätigungen, Wappenbesserungen und Standeserhöhungen
- Am 6. März 1628 in Prag bestätigte Kaiser Ferdinand II. den rittermäßigen Reichsadel, Wappen und Namen mit dem Prädikat „von Hofgiebing“ für Christian (von) Gobel, herzoglich bayerischer Rentmeister.
- 1633 wurde die landesfürstliche Edelmannsfreiheit (Niedergerichtsbarkeit) auf allen derzeitigen und künftigen Gütern in Bayern verliehen.
- Am 16. Juli 1638 und im Jahr 1654 wurden der bayerische Adelsstand etc. bestätigt.
- Am 15. Mai 1766 erfolgte die Erhebung in den kurbayerischen Freiherrnstand durch Kurfürst Maximilian III. Joseph für die Brüder Franz Christoph und Johann Georg von Gobel auf Hofgiebing, kurpfälzischer Kämmerer und Hof-Kammerräte.
- Am 18. Februar 1813 erfolgte die Immatrikulation im Königreich Bayern bei der Freiherrnklasse für die Brüder und Freiherren: Ludwig Franz Constantin (* 1782) königlich-bayerischer Landgerichts-Assessor zu Amberg, Carl Franz Georg (* 1786) königlich-bayerischer Militär, Johann Max Joseph (* 1796) und Wilhelm Sigmund (* 1797).

## Wappen
Blasonierung: In Gold ein schwarzer Sparren, unter diesem drei (1:2) schwarze Kugeln. Auf dem gekrönten Helm mit schwarz-goldenen Helmdecken ein offener goldener Flug, dessen Flügel je mit dem schwarzen Sparren belegt sind.

## Aus der Familiengeschichte

### Herkommen
In der 2. Hälfte des 13. Jahrhunderts unterschreiben auf Akten des Herzogs von Pommern gelegentlich ein Blanckenburg und ein „Gobel“. Mit dieser Feststellung beginnt die Gobelsche Familienchronik. Erst Anfang des 16. Jahrhunderts werden die (von) Gobel (auch: Gobelo) fassbar als Vögte, Räte und Geistliche im Dienst des Erzbischofs von Trier, bzw. in Diensten der kurtrierischen und kurmainzischen Wittelsbacher.

### München und Hofgiebing

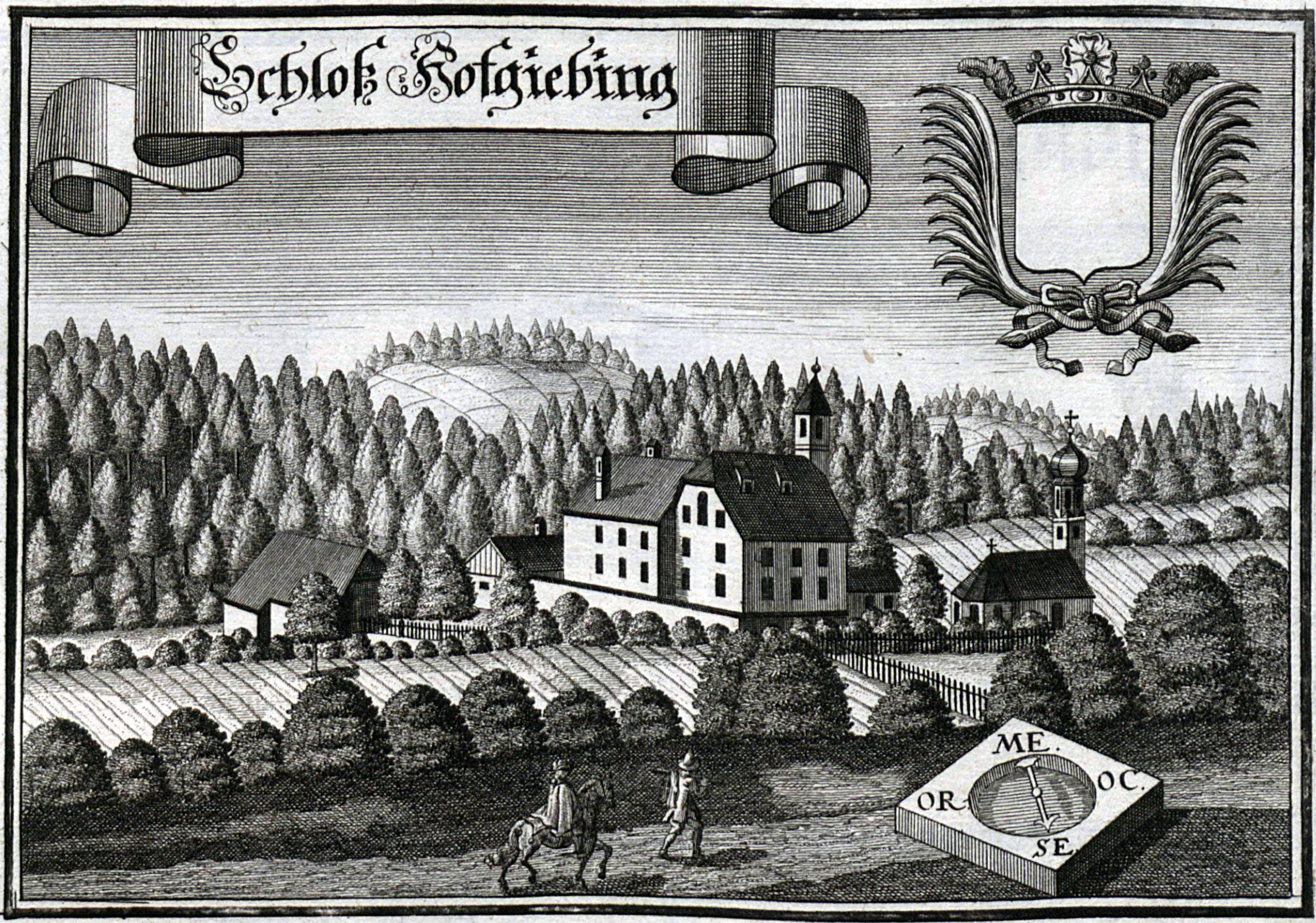
Ehemaliges Schloss der Hofmark Hofgiebing, um 1700

1590 trat Johann Gregorius (von) Gobel (um 1560–1622), (auch Gregor, Georg), aus dem Kurfürstentum Trier kommend in kurpfälzische Dienste. Dann um 1599 (Datum lt. Reisebüchlein) kam er zu Herzog Wilhelm V. von Bayern (1548–1626) als Geheimer Rat nach München und diente später Herzog Albrecht VI. von Bayern-Leuchtenberg (1584–1666) als Hofrat und Landrichter. Aus 2 Ehen hatte er 5 Töchter und 2 Söhne.

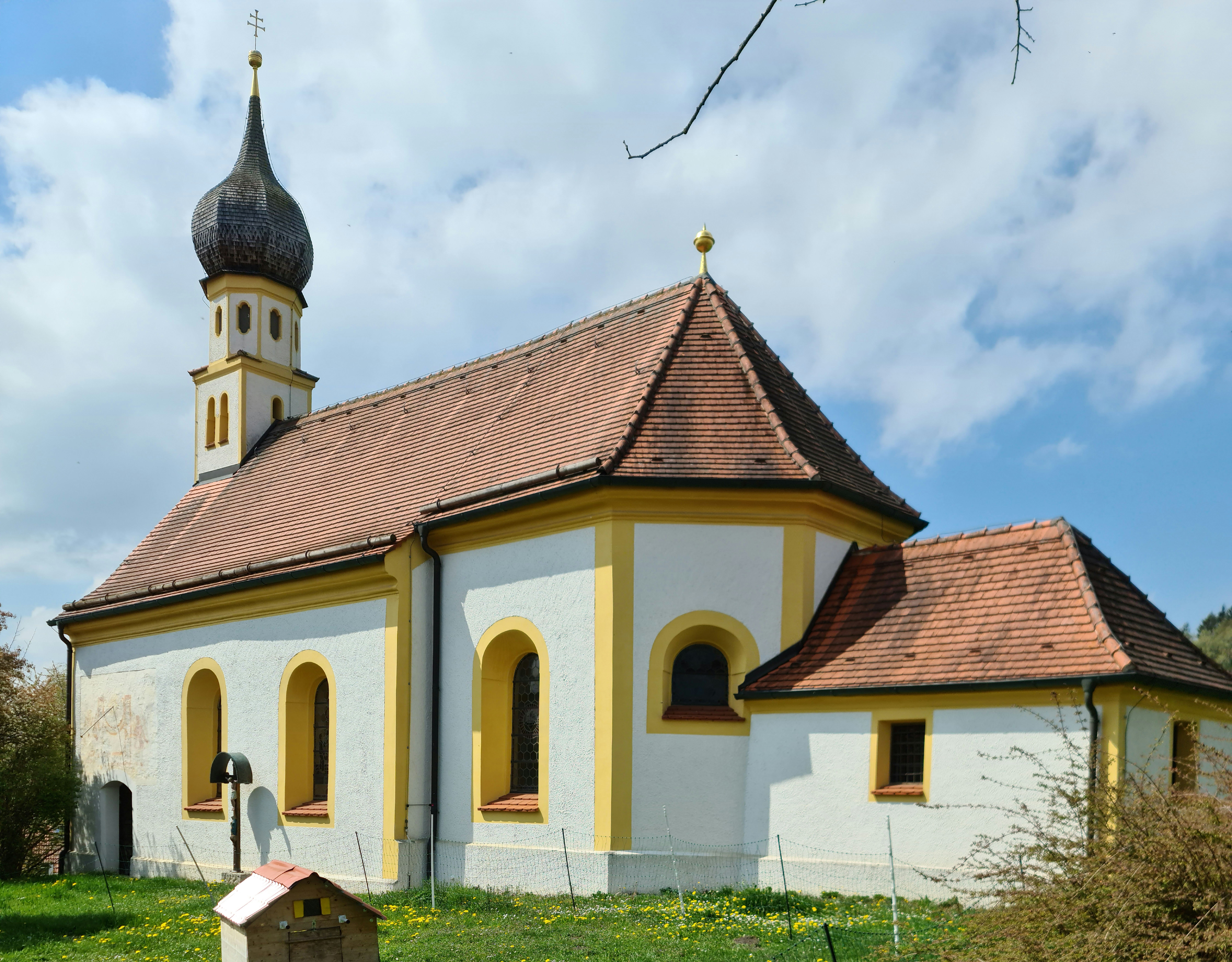
Ehemalige Schlosskapelle St. Johannes der Täufer in Hofgiebing, heute Filialkirche von Obertaufkirchen.

Sein Sohn Dr. jur. Christian von Gobel auf Hofgiebing (1590–1658) war herzoglich bayerischer Rentmeister und später Geheimrat und Landrichter der Grafschaft Haag. Gemeinsam mit Friedrich von Hörwarth war er anteiliger Besitzer der Hofmark Hofgiebing und wurde mit ihr belehnt. 1628 erhielt er von Kaiser Ferdinand II. eine Bestätigung des rittermäßigen Reichsadels mit dem Prädikat „auf Hofgiebing“. Das namensgebende kleine Renaissanceschloss Hofgiebing in Oberbayern (1818 der Gemeinde Oberornau zugeteilt, heute Gemeinde Obertaufkirchen nördlich von Wasserburg am Inn) wurde zu Anfang des 19. Jahrhunderts verkauft und nach der Verwaltungs- und Gerichtsneuorganisation und dem Ende der Hofmarken im Jahr 1848 wurde das Schloss 1849 abgetragen; die letzten Reste wurden 1969 beim Straßenbau beseitigt. Die freistehende Schlosskapelle St. Johannes der Täufer ist heute eine Filialkirche von Obertaufkirchen.

### Amberg und Atzlricht
Der junge Jurist Franz Albrecht (Albert) von Gobel auf Hofgiebing (1630–1694), jüngster Sohn Christians, wurde 1655 von Kurfürst Ferdinand Maria von Bayern aufgefordert, eine Ratsstelle auf der Ritterbank der Regierung in Amberg anzunehmen. Amberg war die enorm befestigte Regierungs- und Residenzstadt der Oberpfalz, mit einem Stadtrecht aus spätestens 1294 und reich geworden durch den Eisenerzbergbau. Ab 1595 war sie Amtssitz des calvinistisch gesinnten Regenten der Oberpfalz, Fürst Christian I. von Anhalt-Bernburg (1568–1630). Aber 1620, zu Anfang des Dreißigjährigen Kriegs (1618–1648), verlor der pfälzische Kurfürst und „Winterkönig“ von Böhmen, Friedrich V. von der Pfalz, die Schlacht am Weißen Berg gegen die verbündeten Bayern und Habsburger. In der Folge wurde die reformierte Oberpfalz von den katholischen Wittelsbachern aus Bayern übernommen und viele Bürger flohen in die evangelischen Freien Reichsstädte Nürnberg und Regensburg, sodass in Amberg wichtige Positionen von katholischen Familien eingenommen wurden.

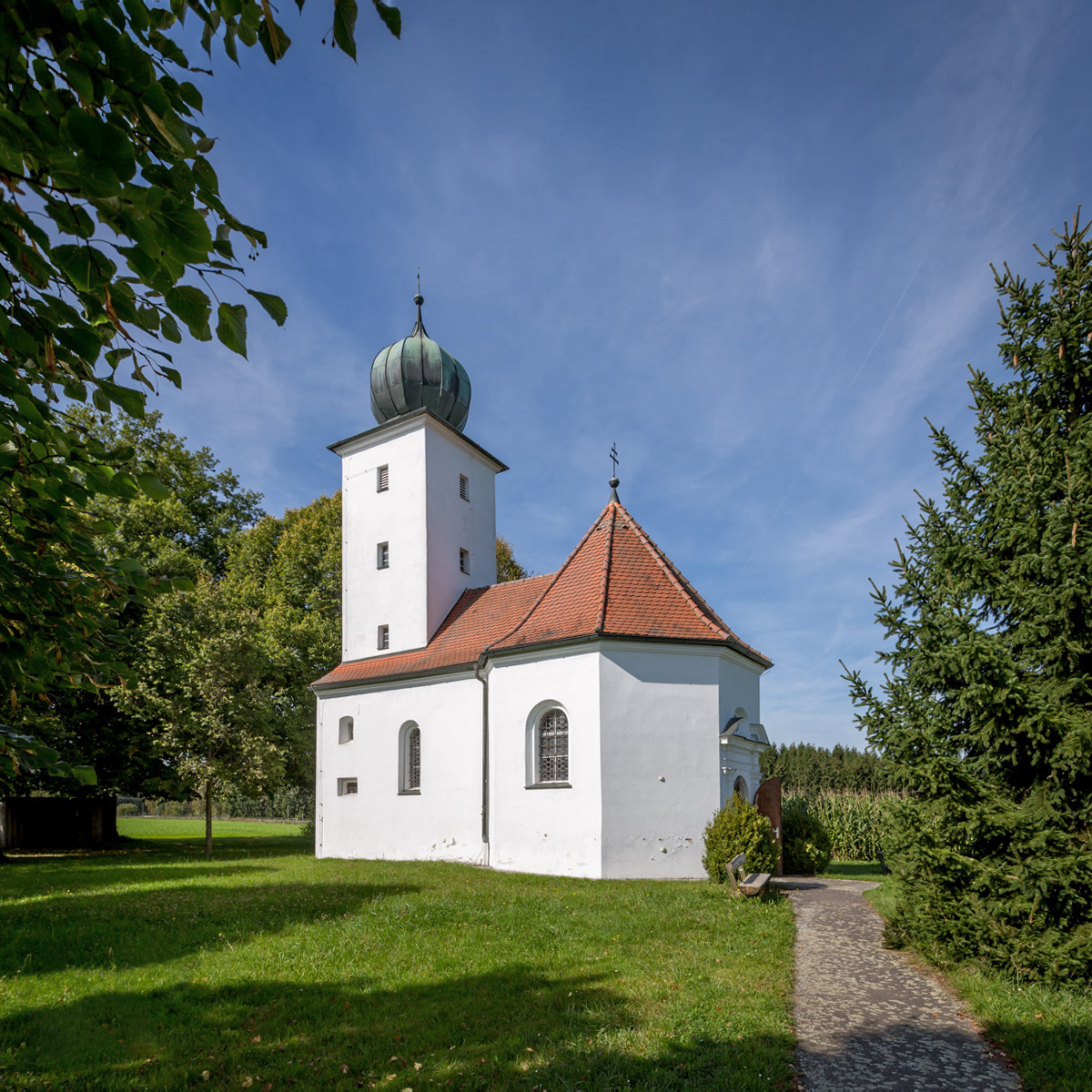
Ehemalige Schlosskapelle und Wallfahrtskirche Mariä Schnee in Atzlricht, heute Filialkirche.

Also zog Franz Albrecht am 3.1.1656 nach Amberg und wurde schließlich (ab 1680) Landrichter zu Amberg und kurpfälzischer Regierungsrat. Im Jahr 1660 heiratete er in 1. Ehe Barbara Katharina Österreicher von Teublitz, Witwe nach Bartholomäus Schäfer von Bodenstein, und kam so in den Besitz von Hofmark und Schloss Atzlricht bei Amberg. Über dem Haustor wurde das Gobel-Wappen mit dem Namen Franz Albrecht und der Jahreszahl 1660 angebracht. 1664 ließ er die heute noch als Filialkirche bestehende kleine Wallfahrtskirche Maria Schnee als freistehende Schlosskapelle erbauen. Ihr heutiges Aussehen gab ihr 1723 sein Sohn Christian Wilhelm (1663–1735). Das ungewöhnliche Patrozinium Mariä Schnee erklärt sich aus der Bekanntschaft des Stifters mit den Jesuiten. Diese hatten nämlich den Kult der Marienkirche Roms, der Basilika Santa Maria Maggiore, mit dem Gnadenbild „Salus Populi Romani“ („Heil des römischen Volkes“) weit verbreitet. Schloss und Hofmark Atzlricht wurde am 27. April 1702 zu einem Landsassensitz erhoben. Zu Mitte des 20. Jahrhunderts stand noch das alte Haus mit dem hohen Dach für die Kornlagerung und wurde von einem Bauern bewohnt, der sehr freundlich die alte schwarze Rauchküche und den schönen oberen Saal mit dem großen Kachelofen zeigen konnte. Um 1975 galt das Schloss als baufällig und wurde abgerissen.

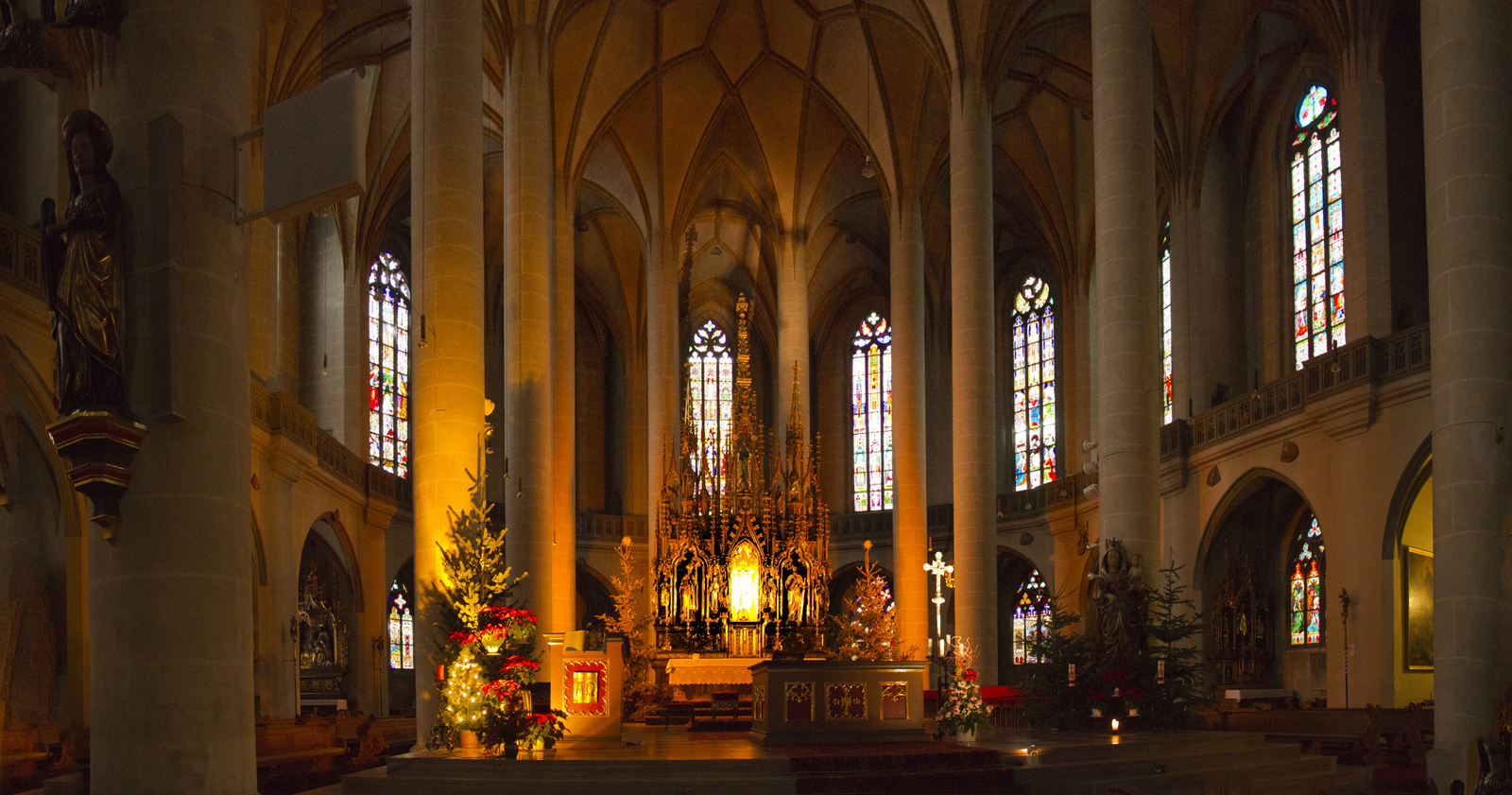
Basilika St. Martin in Amberg

Für die Rekatholisierung der von den Calvinisten leer geräumten Amberger Domkirche St. Martin übernahm Franz Albrecht die Renovierung der ehemaligen Stephanskapelle und stiftete einen Johann Nepomuk Altar. Dafür erhielt er vom Konsistorium in Regensburg das vererbbare Recht auf ein unentgeltliches Begräbnis in der Kapelle, und noch heute ist dort sein Epitaph mit den Wappen der Gobel, seiner beiden Gemahlinnen und 16 weiteren Ahnen zu sehen. (Im Dom gibt es noch eine zweite Gobel-Grabtafel, und im Museumshof 3 weitere.)

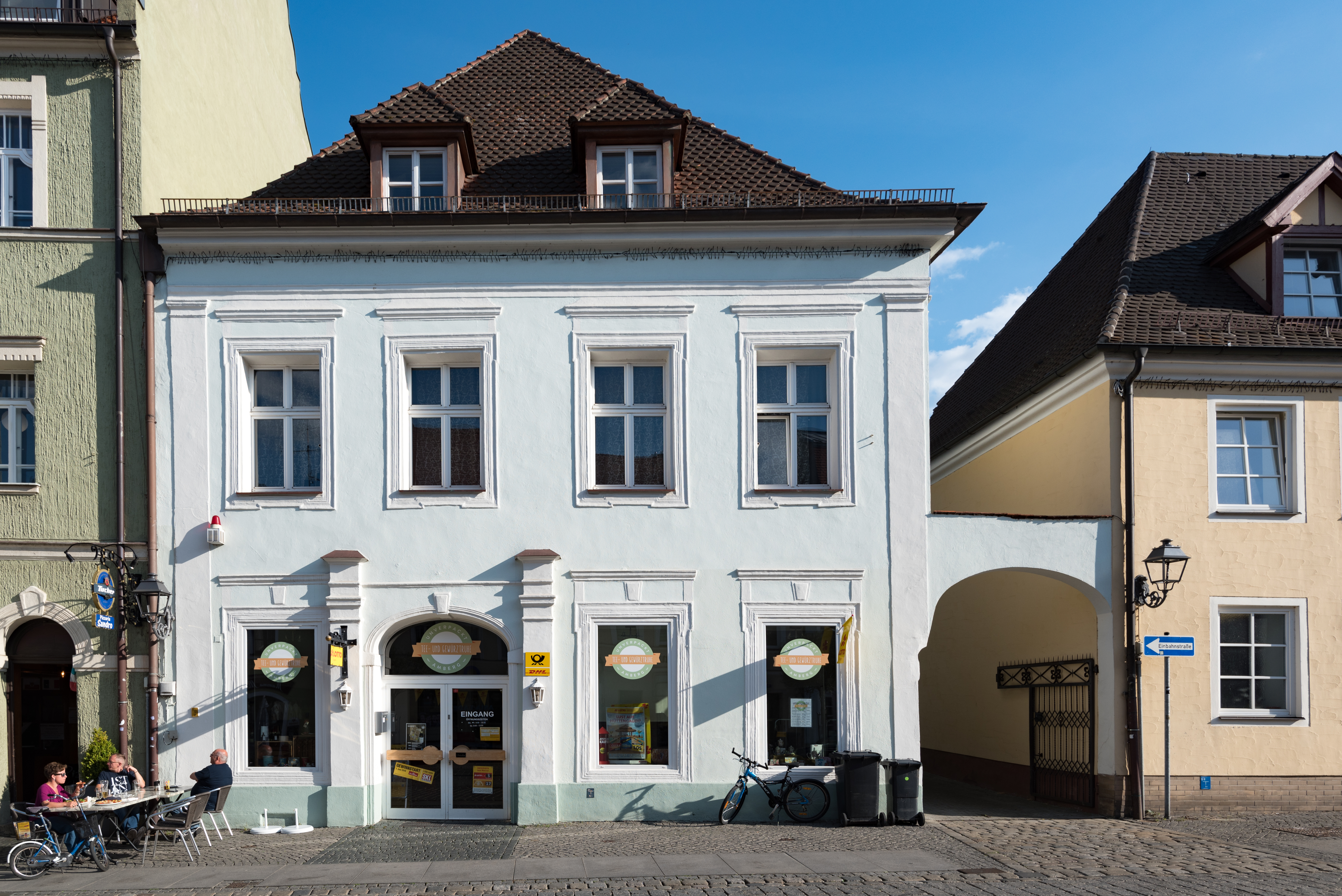
Ehemaliges Stadthaus (1738) des Landsassen von Gobel in Amberg, Georgenstraße 61. (Autor: Tilman2007)

Dr. jur. Johannes Georg von Gobel auf Hofgiebing (1689–1747), Herr auf Atzlricht, war ein Sohn Franz Albrechts aus dessen 2. Ehe mit Eva Lochner von Hüttenbach zu Lintach. Weil seine Bewerbung um eine Stelle als Regierungsrat auf der Ritterbank in Amberg mit der Begründung abgelehnt wurde, das Ambergische Direktorium sei durch die kurpfälzische Zeit zu sehr und zum Teil mit „ausländischen Subjekten“ besetzt worden, lebte er „aus eigenen Mitteln“. Aus seiner 1. Ehe (Amberg 1715) mit Maria Sofia Candida Mulz von Walda (1692–1731) hatte er 9 Kinder. Vier seiner Söhne wurden Geistliche – Äbte und Prälaten von Rang, in verschiedenen Klöstern in München, Wien und Rom, die eines Tages gemeinsam einen feierlichen Gottesdienst im Dom von Amberg zelebrierten – und zwei, nämlich Franz Christoph (auch: Gustav) und Johann Georg, wurden 1759 zu kurfürstlich-pfalzbayerischen Kammerherrn und 1766, nach sorgfältiger Ahnenprobe, zu Rittern des Bayerischen St. Michaels-Ordens und mit Diplom vom 16.5.1766 von Kurfürst Maximilian III. Joseph in den kurbayerischen Freiherrnstand erhoben.

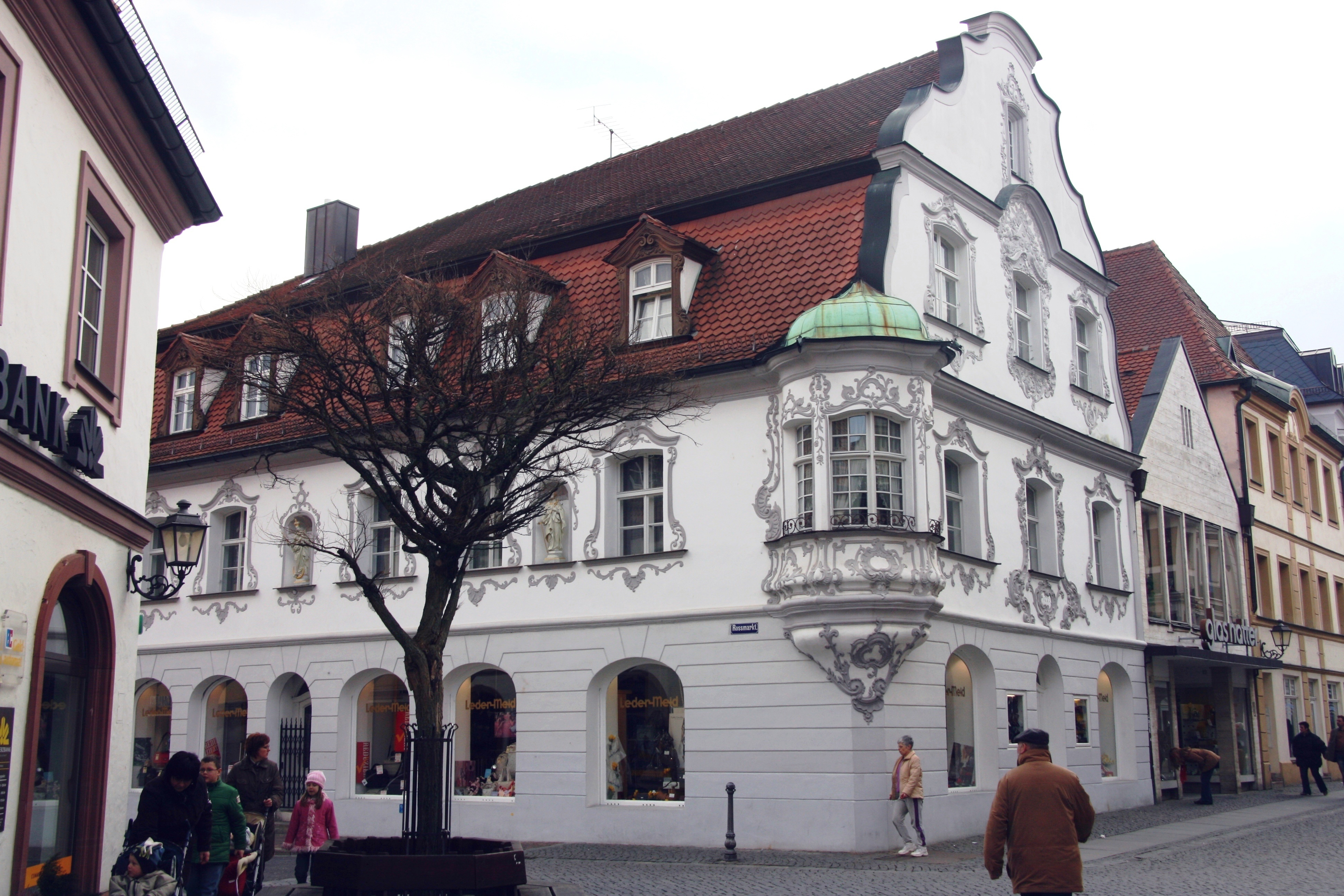
Fenzl-Haus im Stadtzentrum von Amberg, Georgenstraße 33

Dr. jur. Franz Christoph (auch: Gustav) Freiherr (seit 1766) von Gobel auf Hofgiebing (1718–1788) wurde nach seinem Studium in Ingolstadt und Salzburg Hofkavalier bei Ernestine Elisabeth Johanna Prinzessin von Pfalz-Sulzbach (1697–1775) ⚭ (1719) Wilhelm d. J. Landgraf von Hessen-Wanfried-Rheinfels (1671–1731). Diese wohnte nach dem Tod ihres Mannes von 1731 bis 1747 auf Schloss Rheinfels, auch einige Zeit im Augustiner-Chorfrauenstift St. Maria zu Kamp bei Boppard. 1747 trat sie als Mater Theodora Augusta Theresia vom hl. Joseph in das Kloster der Unbeschuhten Karmelitinnen von Neuburg an der Donau ein; 1758 wurde sie zur Priorin gewählt. Sie starb 1775 im Ruf der Heiligkeit. Gedenktag der „Heiligen Ernestine von Bayern“ (bisher ohne Heiligsprechung) ist der 14. April. Bei ihrem Eintritt ins Kloster hatte sie für ihr gesamtes Gefolge eine standesgemäße Versorgung bei Karl Theodor Kurfürst von der Pfalz, dem Sohn ihres Bruders, erwirkt. Dieser schätzte seine Tante so sehr, dass er ihr immer einen Besuch abstattete, wenn er in Neuburg weilte. Ihr ehemaliger Hofkavalier erhielt eine ansehnliche Pension und eine Pfalz-Sulzbachische Regierungsratsstelle (Hofkammerrat).
Später lebte Franz Christoph auf seinen Gütern. An ihn erinnert das sogenannte Fenzl-Haus in Amberg, dessen Besitzer er war und das er 1772 an den Advokaten Johann Kaspar Wolf verkaufte. Dieser ließ es mit der prachtvollen Rokoko-Fassade neu aufführen. Ab 1908 besaß es der Buchhändler Josef Fenzl. Das zugekaufte Lehen (Dorf) Ginching vererbte er 1788 seinen Kindern Anton Maria und Josepha, verehelichte Gräfin von Arco.

### Kulmain an der Kirche
Johann Georg Freiherr (seit 1766) von Gobel auf Hofgiebing (1720–1798) war der weitere Sohn von Johannes Georg, der wie sein Bruder Franz Christoph in den kurbayerischen Freiherrnstand erhoben wurde. 1762 heiratete er Anna Dorothea Freiin von Lochner zu Hüttenbach (1721–1780) aus dem Hause Theuern, aber die Ehe blieb kinderlos.
1762 war seine Base Anna Maria Sophia, verwitwete Pfreimder (auch: Pfreimbder; Pfründner von Pruck), geborene Mulz von Walda, gestorben. Ihr Grab befindet sich in der Kulmainer Kirche Mariä Himmelfahrt, denn sie war Herrin des bei Kemnath gelegenen Landsassengutes Kulmain an der Kirche, in dessen Besitz schließlich (1768/1769) Johann Georg kam. Schon 1497 war ein Hans Pfreimbder Inhaber von Gütern, aus denen sich die spätere Landsasserei entwickelte, die bis 1712 im Besitz der Pfreimbder war. Durch Heirat wurde Georg Albrecht Mulz von Walda neuer Herr der Hofmark. Das Geschlecht der Mulz von Walda wurde 1790 vom Kurfürst von Bayern von Reichsvikariat wegen in den Reichsfreiherrnstand erhoben.

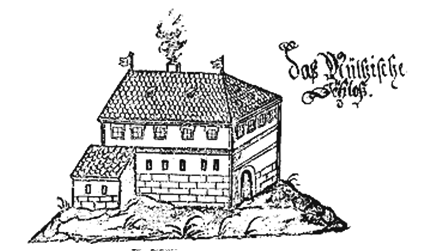
Gobelsches (auch Mülzisches) Schlösschen in Kulmain an der Kirche, Ansicht von 1761

Das Landsassengut gehörte zum Rentamt Amberg und zum Landgericht Waldeck, mit einer Jurisdiktion wie bei einer offenen Hofmark, und umfasste 15 Häuser, von 70 Seelen bewohnt. Die Grundbesitzungen betrugen 65 Aecker, 36 Wiesen und 4 Weyher. In 20 Ochsen, 25 Kühen, 18 Rindern und 22 Schafen bestand ihr Viehstand. Zu Kulmain gehörten noch 3 Häuser zu Aigen und 3 zu Zweifelau. Unter den Grundbesitzungen sind auch die Gründe der Unterthanen mit 48 Aeckern, 27 Wiesen und 2 Weyhern begriffen. Beim Großbrand von 1834 sind die um 1700 von Wolfgang Dientzenhofer erbaute Kirche sowie das sogenannte Gobelsche Schlösschen unmittelbar neben der Kirche ausgebrannt. Das angrenzende Kulmain am Weiher mit dem „Pozelin-Schlösschen“ gehörte den Freiherrn von Ponzelin.
1777 wurde Johann Georg als Ehrenmitglied in die Bayerische Akademie der Wissenschaften aufgenommen; nach seiner Zuwahl verehrte er der Akademie eine Reihe wertvoller Bücher. Nachdem er sich im Alter aus seinem Dienst als Amberger Ratsherr und Advokat auf sein Gut zurückgezogen hatte, schrieb er zumindest einen der 2 Bände der Gobel-Chronik. Aber die Zeiten waren schwierig und das Vermögen schwand, schon dadurch, dass z. B. Hofgiebing der Distanz wegen sehr schwer von Amberg aus zu verwalten war. Auch war die Familie zahlreich und immer wieder gab es Geistliche und Nonnen unter den Nachkommen.
Seit 1775 besaßen die von Gobel auf Hofgiebing auch ein zur Hofmark Lintach gehöriges Anwesen in Dürn (ehemals Durnin, heute ein Ortsteil der Stadt Velburg). 1784 gründete er für Hofgiebing ein Fideikommiss und 1798 wurde eine Schenkung an seinen Neffen Anton Maria Freiherr von Gobel beurkundet.

### Würzburg und Lindau im Bodensee
Anton Maria Freiherr von Gobel auf Hofgiebing (1749–1808), Sohn von Franz Christoph, war 1766–1772 Edelknabe in Würzburg am Hof Seiner hochfürstlichen Gnaden, des Bischofs zu Bamberg und Würzburg. Anton wurde fürstlich Würzburgischer Hofkavalier und wählte die militärische Laufbahn. Durch die Kriegslasten, den großen und kostspieligen Haushalt am bischöflichen Hof zu Würzburg, seine durch die Unruhen erzwungene dreijährige Abwesenheit in den Niederlanden, und die weite Entfernung von seinen Gütern in der Oberpfalz, geriet er immer mehr in Schulden. Er starb 1808 nach dreiwöchiger sehr schmerzhafter Krankheit und seine Gemahlin Maria Theresia Gräfin von Kreith (1760–1838) zog mit den 6 (nicht schon gestorbenen) Kindern, von denen drei noch unmündig waren, zurück nach Amberg. Die Eigengüter mussten verkauft werden, schließlich auch das namensgebende Lehen Hofgiebing; trotzdem blieb der Name „von Gobel auf Hofgiebing“ bestehen.
Ihr Sohn Franz Karl Freiherr von Gobel auf Hofgiebing (1786–1873) wurde in Würzburg geboren und wurde als fürstlicher Alumnus (Stipendiat) im Würzburger Seminar erzogen. Er wählte die militärische Laufbahn, trat 1809 als Fahnenjunker beim 13. Bayer. Inf.-Rgt. der Garnison Ulm ein, machte den Russlandfeldzug 1812 mit und wurde gefangen und am Onegasee interniert. Nach der Heimkehr 1813 wurde er Oberleutnant, machte 1815 den Sommerfeldzug nach Frankreich mit, wurde 1818 versetzt nach Lindau im Bodensee und war 1820/24 bis 1831 Regimentsadjudant in Kempten. Am 19.11.1832 zum Hauptmann ernannt nahm er 1832/1833 am Griechenlandfeldzug mit König Otto teil; seine sehr anschaulichen Briefe an seine Frau sind erhalten. 1847 wurde er pensioniert, aber im Revolutionsjahr 1848 unter Ernennung zum Major noch einmal militärisch eingesetzt als Platzkommandant des in Lindau in Garnison befindlichen Bataillons. Die letzten Jahre verlebte er bei seiner Tochter Anna Freiin von Harrach in Regensburg und später in Würzburg. Wegen Altersirrsinn kam er in die Anstalt Werneck bei Würzburg, wo er 1873 als hoher Neunziger starb. Auf dem Friedhof in Würzburg stand noch um 1918 (und anscheinend noch 1930) seine Grabsäule mit dem gestürzten Wappen als dem Letzten des Geschlechts, nach dem Tod seiner Brüder und auch seiner Söhne.
1820 hatte Franz Karl in Lindau Euphrosine Regina Seutter von Loetzen (1792–1847) geheiratet, die jüngste Tochter des Wein- und Rauchwarenhändlers Johann Michael Seutter von Loetzen (1746–1815). Er war der letzte Bürgermeister der Reichsstadt und der erste der dann königlich-bayerischen Stadt Lindau. Beim Sturm der Vorarlberger Bauern 1809 vertrat er die Stadt und konnte Schlimmeres verhindern, und er war Besitzer des Lotzbeck-Gutes und Teilhaber am Cavazzen, in dem zeitweise auch die Familie v. Gobel wohnte. 1815 wurde er von König Maximilian mit Ehren und einem Gnadengeschenk seines Amts enthoben; er starb noch im selben Jahr 1815.
Der einzige Sohn aus dieser Ehe, Leutnant Josef Freiherr von Gobel, fiel in der Nähe von Würzburg im Deutschen Krieg 1866 (Krieg Preußens und seiner Verbündeten gegen den Deutschen Bund unter Führung Österreichs um die Vormachtstellung). Die Brüder Franz Karls starben unverheiratet; so fiel das Lehen Hofgiebing an Bayern zurück. Zwei Töchter von Gobel heirateten zwei Brüder Seutter von Loetzen aus Lindau. Die Kinder wurden nach der Mutter protestantisch erzogen, aber als Josef ins Militär eintrat, wurde er wieder katholisch wie der Vater, der sich in einem der griechischen Briefe zu diesem Thema eher gleichgültig aussprach: Wichtig sei nicht die Art des Glaubens, sondern der Charakter und die Gesinnung.

## Aus der Stammliste
[Großbuchstaben in eckigen Klammern bezeichnen die Generationenfolge und Ziffern die Geschwisterfolge; weiters bedeuten: * = Geburt, ** = Taufe, ⚭ = Heirat, † = Tod, †† = Bestattung.]
[E] Johann Gregorius von GOBEL (auch: Gregor, Georg; auch: GOBELI, GOBELIUS) (* um 1560 Trier, † 1622 München) trat 1590 aus dem Kurfürstentum Trier (Kurtrier) kommend in kurpfälzische und bayerische Dienste. Aus seiner ersten Ehe mit Maria Franziska KOBOLT von TAMBACH hatte er 5 Töchter und 2 Söhne; in zweiter Ehe war er mit einer Margareta verheiratet.
- [F7]  (aus ⚭1) Dr. jur. Christian von GOBEL auf HOFGIEBING (* 1590 Koblenz, † 17.1.1658 München) studierte in Mainz und Ingolstadt, 1618 Promotion; herzoglich bayerischer Rentmeister und Hofrat (Geheimer Rat) bei Herzog und später Kurfürst Maximilian von Bayern; dann, wahrscheinlich als Nachfolger seines Vaters, tätig für Herzog Albrecht VI. von Bayern-Leuchtenberg (1584–1666); 1623–26 Pfleger in Pleystein. 1625 wurde er mit der Hofmark Hofgiebing belehnt, samt allen Pertinenzen. 1628 erwarb er die Hofmark Tegernbach und erhielt von Kaiser Ferdinand II. eine Bestätigung des Reichsadels mit dem Prädikat „auf Hofgiebing“. Ab 1629 war er Landrichter (zugleich Kastner, Lehenprobst und Landhauptmann) der Grafschaft Markt Haag in Bayern. 1632/1633 wurde ihm die landesfürstliche Edelmannfreiheit (Niedergerichtsbarkeit) auf allen derzeitigen und künftigen Gütern in Bayern verliehen. Am 16.7.1638 und im Jahr 1654 wurde ihm der rittermäßige Adelsstand in Bayern bestätigt. 1643 erhielt er vom Erzbischof von Köln das Kastenamt (Verwalter des Zehnten-Getreides) zu Mühldorf und 1654 von Herzog Albrecht ein Fischwasser zu Hofgiebing. 1619 in München heiratete er Anna von SCHWEINLIN (1592–1662), Witwe nach Leonhard von ZIMDECK, und hatte mit ihr 5 Töchter und 2 Söhne.[8]
  - [G1] Ne von GOBEL auf HOFGIEBING ⚭ Veit Adam von SCHNEGG
  - [G2] Johann Georg von GOBEL auf HOFGIEBING (* 1620 Hofgiebing, † 1702) Jura-Studium in Salzburg und Ingolstadt; 1642 Rom-Reise; schon früh stand er seinem Vater Dr. Christian v. Gobel im Kastenamt zur Seite, der es aber (bis 1654) Johann Georgs Schwager Veit Adam v. SCHNEGG überließ; seit 1669 Landrichter (zugleich Kastner, Lehenprobst und Landhauptmann) von Markt Haag. 1663 verkaufte er seinen Hälfte-Anteil an Hofgiebing seinem jüngsten Bruder Franz Albrecht. 1649 heiratete er Maria Katharina SCHUSS von PEILSTEIN[9] und hatte mit ihr 3 (unbekannte) Kinder.
  - [G3] Maria Anna von GOBEL auf HOFGIEBING († 23.11.1708) war anscheinend mit einem Herrn von LORCH verheiratet. Ihre Tochter Constantia Adelheid von LORCH heiratete Wolf Peter Freiherr von OBERNDORFF (* 6.6.1638, † 27.7.1704 München) und hatte einen Sohn Philipp Anton Leopold Freiherr von OBERNDORFF (* 16.4.1675, † 11.3.1770 Neuburg). Für diesen ließ Maria Anna am 21.8.1698 Hofmark und Schloss Regendorf bei Regensburg kaufen und ließ sich von ihm am Sterbebett versprechen, den Sakralraum des Schlosses Regendorf vergrößern und einen neuen Altar zur Aufbewahrung ihres kostbaren Reliquienschatzes aufstellen zu lassen. Im Zuge ihrer Beisetzung in der Schlosskapelle wurden die Reliquien des Katakombenheiligen Fortunatus nach Regendorf transferiert und unter der Altarmensa beigesetzt.[10]
  - [G4] Anna Theresia von GOBEL auf HOFGIEBING († 30.11.1708) heiratete einen Freiherrn von THOR
  - [G5] Ne von GOBEL auf HOFGIEBING wurde Priorin des Nonnenklosters Vierbach (?)
  - [G7] Franz Albrecht (Albert) von GOBEL auf HOFGIEBING (* 14.1.1630 München, † 24.6.1694 Amberg) Herr auf Atzlricht; Jura-Studium in Ingolstadt; 1654 Reise nach Rom, Neapel, Köln, Trier, Niederlande, England; ab 3.1.1656 in Amberg in der Oberpfalz; Erwerb von Hofmark und Schloss Atzlricht bei Amberg; ab 1680 Landrichter und churpfälzischer Regierungsrat auf der Ritterbank in Amberg. In 1. Ehe heiratete er am 25.1.1660 Barbara Katharina ÖSTERREICHER von TEUBLITZ (um 1635–1678), Witwe nach Bartholomäus SCHÄFER von PODENSTEIN, und hatte mit ihr 5 Kinder. In 2. Ehe heiratete er am 28.4.1681 Johanna Eva Magdalena LOCHNER von HÜTTENBACH zu LINTACH (auch: Lindach, Lindtach) (* 6.2.1649 Hüttenbach, † 26./29.6.1723 Amberg) kinderlose Witwe nach ihrer 1. Ehe (11.9.1667) mit (Franz?) Johann Andreas von SILBERMANN zu HOLZHEIM († 1680) Churpfälzischer Hofkastner und Kammerrat (Regierungsrat) zu Amberg. Taufpatin (9.3.1695) von Maria Magdalena Dientzenhofer, dem 4. Kind (von 8) des Amberger Barockbaumeisters Wolfgang Dientzenhofer.[11] Von ihren 4 Kindern bleibt nur 1 Sohn (Johannes Georg) am Leben
    - [H2] (aus ⚭1) Christian Wilhelm von GOBEL auf HOFGIEBING (1663–1735) unverheiratet; wird 1715 Landrichter zu Amberg; gibt 1723 der kleinen, von seinem Vater errichteten Wallfahrtskirche Maria Schnee das heutige Aussehen.
    - [H3] (aus ⚭1) Johann Wilhelm von GOBEL auf HOFGIEBING (1665–1703) unverheiratet; Jurist, kam 1687 als Rat in die Rentkammer, 1700 in deren Direktorium
    - [H5] (aus ⚭1) Franz Konrad Anton von GOBEL auf HOFGIEBING (1678–1695) unverheiratet; Jura-Studium in Ingolstadt, war 1684 mit Johann Georg Lochner in Rom, kam 1689 nach einem Praktikum bei seinem Vater als Regierungsrat auf die Ritterbank in Amberg und ins Kammerwesen. Taufpate (6.8.1693) von Franz Joseph Dientzenhofer, dem 3. Kind (von 8) des Amberger Barockbaumeisters Wolfgang Dientzenhofer.[11]
    - [H6] (aus ⚭2) Johannes Georg Franz von GOBEL auf HOFGIEBING (* 9.7.1689 Amberg, † 10.5.1747 Amberg) Herr auf Atzlricht; Dr. jur.; Philosophie-Studium in Prag und Jura-Studium in Wien und Ingolstadt. Er lebte „aus eigenen Mitteln“. In 1. Ehe heiratete er in Amberg am 6.10.1715 Maria Sofia Candida MULZ von WALDA (auch: WALDAU) (* 1692 Wallhof, † 2.10.1731 Amberg) Sie war eine Tochter des Heinrich Ernst MULZ von WALDA auf Wallhof und Gföll, k.k. Kreishauptmann des Saazer Kreises (Böhmen), und der Candida Sylvia von BORG auf GFÖLL, und starb bei der Geburt ihres 9. Kindes. In 2. Ehe heiratete er 1734 Franziska Maximiliane Gräfin ENGL von WAGRAIN und SCHÖNDORF (* ca. 1683, † 1768) Witwe nach Georg Freiherr von WILDENAU. Sie war eine Tochter von Franz Graf ENGL von WAGRAIN und SCHÖNDORF und der Polyxenia Freiin von GRIENTHALL.

Unter den Nachkommen von Johannes Georg (1789–1747) sind auch die Freiherrn von Gobel auf Hofgiebing:
[I1] (aus ⚭1) Christian Ernst Franz von GOBEL auf HOFGIEBING (1716–1782) Pater Alois oder Albin bei den Franziskanern
[I2] (aus ⚭1) Franz Heinrich Christoph Georg (Gustav) Anton Emanuel August Freiherr (seit 1766) von GOBEL auf HOFGIEBING (* 22.1.1718 Amberg, † 26.3.1788 Amberg) Herr auf Atzlricht; Dr. jur., Hof-Kammerrath zu Sulzbach, Hofkavalier bei Ernestine Elisabeth Johanna Prinzessin von Pfalz-Sulzbach (1697-1775) ⚭ (1719) Wilhelm d. J. Landgraf von Hessen-Wanfried-Rheinfels (1671-1731). 1759 werden Franz Christoph und sein Bruder Johann Georg zu kurfürstlich-pfalzbayerischen Kammerherrn (Kämmerer), und 1766, nach sorgfältiger Ahnenprobe, zu Rittern des Bayerischen St. Michaelsordens und mit Diplom vom 16.5.1766 von Kurfürst Max Joseph in den kurbayerischen Freiherrnstand erhoben. Franz Christoph lebte später auf seinen Gütern. Am 9.2.1749 heiratete er in Amberg Carolina Christine (vermutlich ident mit: Charlotte Catharina) Reichsfreiin von PÖLLNITZ (* 1714, † 25.11.1809 Amberg) Witwe nach Marquard Wilhelm Freiherr von MERZ († 25.9.1746) zu Zogenreuth und Ammerthal (Ober- und Altammerthal). Sie war eine Tochter von Wilhelm Georg Ernst Reichsfreiherr von PÖLLNITZ zu Hundshaupten und Aschbach, und der Christina Sabina Reichsfreiin von SCHAUMBERG.
- [J1] Anton Maria Joseph Georg Franz Freiherr von GOBEL auf HOFGIEBING (* 21.10.1749 Atzlricht oder Oberammerthal, +11.7.1808 Würzburg) Herr auf Atzlricht; Berufsoffizier, königlich-bayerischer und großherzoglich würzburgischer Kämmerer und Oberstleutnant der Leibgarde. Er kam 1766-1772 als Edelknabe an den Würzburger Hof des Fürstbischofs zu Bamberg und Würzburg, Adam Friedrich Reichsgraf von Seinsheim (* 16.2.1708 Sünching bei Regensburg, † 18.2.1779 Würzburg), erhielt danach eine Oberleutnantstelle und war später Hauptmann im Dragoner-Regiment Guttenberg und fürstlich Würzburgischer Hofkavalier. 1744 Ritter des adeligen St. Michaelsordens; 1780 Cornet, dann Rittmeister der Leibgarde des Fürstbischofs zu Würzburg und Bamberg, Franz Ludwig Freiherr von und zu Erthal-Elfershausen (* 16.9.1730 Lohr am Main, † 14.2.1795 Würzburg). Seit 1788 besaß Anton Maria das 1756 (anscheinend von seinem Vater) erworbene Landsassengut Gickling (heute Giggling, Teil der Gemeinde Pilsach) mit dem Schloss und vier Gütern im Dorf, nämlich das Stroblgut, Sossaugut, Frechgut und Beringergut. 1803 fiel Würzburg an Bayern und er wurde „quiesziert“. Schon 1806 wurde er „reaktiviert“ und Beisitzer der Militärkommission und zuletzt Oberstleutnant, da nämlich Erzherzog Ferdinand III. von Österreich-Toskana als Kurfürst von Salburg für den Verlust von Salburg mit dem Großherzogtum Würzburg entschädigt wurde. Zuletzt war er sehr verschuldet und starb 1808. Seine Gemahlin zog mit den 6 (lebenden) Kindern, von denen 3 noch unmündig waren, zurück nach Amberg. Die Eigengüter und auch das namensgebende Lehen Hofgiebing mussten verkauft werden. Die Hochzeit mit Maria Theresia Francisca Xaveria Antonia Josepha Catharina Walburga Reichsgräfin von KREITH (* 26.11.1760 Nabburg, † 26.12.1838 Amberg) war am 31.12.1780 in Amberg. Sie war eine Tochter von Franz Anton Maria Bonaventura Johann Nepomuk Reichsgraf von KREITH (* 25.5.1729) (auch: KREUTH), u. a. Herr auf Schloss Guteneck, ⚭ (10.6.1759 Nabburg) Maria Adelheid Gräfin von PREYSING-HOHENASCHAU genannt KRONWINKL (* 9.3.1742, † 7.4.1802).
  - [K1] Caroline Adelheid Elisabeth Maria Freiin von GOBEL auf HOFGIEBING (* 30.10.1781 Amberg, † 18.2.1820 Bruck) wurde standesgemäß erzogen bei ihrer Tante (siehe unten) Maria Josepha Gräfin von ARCO, geb. Freiin v. GOBEL (* 1757) und erhielt ab 1805 den Genuss der adeligen Damenstiftspräbende in München für unverheiratete Damen. 1807 heiratete sie Johann Georg Franz Joseph Reichsgraf von HIRSCHBERG (* 18.3.1784 Hirschberg, † 8.3.1865 Hirschberg) Herr auf Bruck am Thurn und Weiher; Sohn von Veit Christoph Reichsgraf von HIRSCHBERG (1733–1792) ⚭ (1783) Maria Barbara (v.) SPINDLER (* 1738 Hirschberg). Nach 9-jähriger Kinderlosigkeit hatte sie eine Tochter, die aber nur wenige Tage lebte; eine weitere keine 2 Jahre, und 1820 starb die Mutter bei der Geburt eines toten Sohnes.
  - [K2] Franz Ludwig (Louis) Konstantin Georg Anton Maria Joseph Freiherr von GOBEL auf HOFGIEBING (* 7.12.1782 Würzburg, † 18.10.1835 Amberg) bayerischer Landgerichtsassessor zu Amberg. Als Taufpaten hatte er den Fürstbischof von Würzburg, vertreten durch seinen Großonkel, Oberstjägermeister Konstantin von Pöllnitz. Er wurde im adeligen Seminar St. Kilian zu Würzburg unentgeltlich erzogen, erhielt bei der Saecularisation aus der bayerischen Staatskasse 500 f zum Jurastudium in Würzburg, wurde 1806 Accesist am königl.-bayer. Hofgericht in Amberg, 1818 Kreis- und Stadtgerichtsrat zu Regensburg, 1822 Appellationsgerichtsrat zu Bamberg und 1823 auf Ansuchen Appellationsgerichtsrat in Amberg. Stellvertretend für den gestorbenen Vater sorgte er für die Erziehung der unmündigen Geschwister und übernahm zur Gänze das mit hohen Schulden belastete Familienvermögen, das weitgehend verkauft werden musste. Er blieb unverheiratet und lebte äußerst sparsam, um die Geschwister unterstützen zu können. Als endlich die leidigen Geldgeschäft abgewickelt waren, wie er seiner Tante (siehe unten) Maria Josepha Gräfin ARCO, geb. v. GOBEL, erzählte, starb er 1835 unvermutet durch einen Schlaganfall beim Abendessen im Gasthaus.
  - [K4] Franz Karl Georg Maria Joseph Johannes Antonius Freiherr von GOBEL auf HOFGIEBING (* 3.8.1786 Würzburg, † 18.5.1873 Würzburg)[1] Berufsoffizier, zuletzt königlich bayerischer Major und Platzkommandant des in Lindau (B) in Garnison befindlichen Bataillons. Er starb 1873 in der Anstalt Werneck bei Würzburg – als Letzter seines Geschlechts, nach dem Tod seiner Brüder und auch seiner Söhne. In Lindau hatte er am 17.4.1820 Euphrosine Regina Seutter von Loetzen (* 13.12.1792 Lindau, † 8.7.1847 Lindau) geheiratet.
    - [L1] Euphrosine Luise Freiin von GOBEL (* 6.9.1821 Lindau, † 5.6.1896); Erzieherin, Lehrerin. Sie heiratete in Luzern am 11./14.5.1847 ihren Cousin Bernhard SEUTTER von LOETZEN (* 17.3.1806 Lindau, † 5.3.1879 Burgdorf) Direktor der Flachsspinnerei in Schneeberg bzw. in Sitterthal, zuletzt Direktor der Kantonalbank-Filiale in Burgdorf in der Schweiz; 7 Kinder.
    - [L2] Joseph Gottlieb Freiherr von GOBEL auf HOFGIEBING (* 15.11.1822 Lindau, † 4.7.1866 gefallen bei Roßdorf nahe Würzburg) unverheiratet. Königlich bayerischer Stabshauptmann.
    - [L3] Anna (Nannette) Freiin von GOBEL auf HOFGIEBING (* 20.3.1824 Lindau, † 13.6.1893 Würzburg) heiratete am 10.4.1849 Ludwig Freiherr von HARRACH († 19.9.1879 Würzburg) königlich bayerischer Berufsoffizier, zuletzt Oberstleutnant in Regensburg.
    - [L5] Rosina Karolina Freiin von GOBEL auf HOFGIEBING (* 25.10.1827 Kempten, † 17.10.1868 Wien) unverheiratet, Erzieherin; starb an Brustkrebs, begraben am evangelischen Friedhof in Wien-Matzleinsdorf; heiratete am 10.5.1854 in Regensburg, wo ihr Vater bei ihrer Schwester lebte, ihren Cousin Constantin SEUTTER von LOETZEN (* 27.7.1816 Lindau, † 21.1.1885 Lindau) Kaufmann und Bankier in Wien.

  - [K5] Adelheid Christina Maria Anna Walburga Freiin von GOBEL auf HOFGIEBING (* 1788 Würzburg, † 18.2.1820 (oder 1831) Bruck) wurde standesgemäß erzogen in Würzburg, später in Amberg; 1809 lernte sie im Haus ihrer Großmutter mehrere verwundete österreichische Offiziere kennen und verliebte sich in den k.k. Oberleutnant bei den Schwarzenberg-Ulanen, den sie im Mai 1810 heiratete: Friedrich Karl H. Freiherr von BOXBERG (* 6.8.1783 Amberg, † 25.12.1866) k.k. Berufsoffizier, zuletzt Generalmajor, Sohn von Friedrich Ludwig Freiherr von BOXBERG und Caroline von HELDBURG. Er war bis 1813 dienstuntauglich und aus Geldmangel lebte das Paar abwechselnd bei seinen Eltern in Coburg und bei Verwandten Adelheids. Danach wurde er Rittmeister und Ordonnanzoffizier beim Fürsten Schwarzenberg. 1815 wiederum verwundet erhielt er als Major das Kommando über das Gestüt Baìbolnain in Ungarn, später wurde er als Oberstleutnant nach Mezohegyes an das größte kaiserliche Gestüt versetzt.
  - [K6] Johann Maximilian (Max) Joseph Freiherr von GOBEL auf HOFGIEBING (* 28.4.1796 Würzburg, † vor bzw. ca. 1873) unverheiratet. Jura-Studium in Würzburg, 1825 Aktuar beim Landesgericht in Kemnath, königlich-bayerischer Kammerjunker; 1830 Assessor am Landesgericht Kemnath
  - [K7] Wilhelm Sigmund Freiherr von GOBEL auf HOFGIEBING (* 27.5.1797 Würzburg, † 10.5.1844 Bayreuth) unverheiratet. Trat 1814 als Junker in das 10. Linien-Infanterie-Regiment „von Junker“ ein, 1815 Feldzug nach Frankreich, wegen der Reduktionen erst 1825 Unterleutnant, 1839 Oberleutnant im Regiment Ysenburg, tauschte sich nach Kempten und später nach Lindau ein. 1840 erlitt er einen heftigen Nervenanfall, kam 1841 in die Irrenanstalt nach Bayreuth und starb dort im Mai 1844.
- [J2] Maria Sofia Franziska Walburga Freiin von GOBEL auf HOFGIEBING (1751–1794) Salesianerin in Amberg; sie war 20 Jahre lang Schulfrau und Lehrmeisterin in Stadt und Kloster, zuletzt Novizenmeisterin.
- [J5] Maria Josepha (Josephine) Freiin von GOBEL auf HOFGIEBING (* 1757 Atzlricht, † 11.5.1841 Lindau) heiratete 1781 Joseph Reichsgraf von ARCO († 1800) königlich-bayerischer Kammerherr (seit 1779), Regierungsrat und Oberforstmeister zu Amberg; ein Halbbruder von Ignaz Joseph (1741–1812) und Bruder von Max Joseph (1747–1818) Reichsgraf von ARCO. Sie hatte 1783 ein gleich gestorbenes Kind, verlor 1800 ihren Gatten und zog nach Amberg, nahm sich der Kinder ihres Bruders Anton Maria sehr an, geriet durch die misslichen Vermögensverhältnisse und den Verlust ihres väterlichen Erbes in große Schwierigkeiten, starb 1841 mit 90 Jahren und hinterließ den Rest ihres Vermögens ihrer alten Kammerfrau.

[I3] (aus ⚭1) Johann Georg Franz Joseph Freiherr (seit 1766) von GOBEL auf HOFGIEBING (* 2.1.1720 Schloss Hofgiebing, † 3.6.1798) Herr auf Hofgiebing, später auch auf Kulmein an der Kirche; Jura-Studium in Ingolstadt und Salzburg; dienstlos wegen des Spanischen Erbfolgekriegs, bis er 1746 von Kurfürst Max Josef zum Regierungsrat auf der Ritterbank in Amberg ernannt wurde. 1756 wurde er zu langwierigen Grenzstreitigkeiten zwischen der Oberpfalz und dem Hochstift Eichstätt zugezogen. 1767 erfolgte die Ernennung zum Landrichter und Landhauptmann von Amberg, aber erst 1771 wurde er tatsächlich eingesetzt. 1759 wurden er und sein Bruder zu „Seiner Kurfürstlichen Durchlaucht Pfalzbaiern etc. Kämmerer und Regierungsrat“ und 1766 in den Freiherrnstand erhoben; 1767 Ritter und 1769 Träger des Großkreuzes des hochadeligen St. Michaelsordens. 1777 Ehrenmitglied der Kurbayer. Akademie der Wissenschaften, der er eine Reihe wertvoller Bücher verehrte. 1769 erbte er von seiner Base Anna Sofia verwitwete PFRÜNDNER von PRUCK (auch: PFREIMBDER), geborene MULZ von WALDA, die Hofmark Kulmein an der Kirche. 1784 gründete er für Hofgiebing ein Fideikommiss; 1798 wurde eine Schenkung an seinen Neffen Anton Maria Freiherr von GOBEL beurkundet. Er war Autor zumindest einer der 2 Bände der Gobel-Chronik. Er heiratete 1762 Anna Dorothea Eva Sabina Freiin von LOCHNER zu HÜTTENBACH aus dem Hause THEUERN (1721–1780). Sie hatte 1751–1761 im hochadeligen Damenstift zu Schwarzrheindorf bei Bonn gelebt, nachdem ihre 16 Ahnen geprüft waren. Vermögende Tochter von Christian Heinrich Reichsfreiherr LOCHNER zu HÜTTENBACH, Bambergischer Oberamtmann und Hauptpfleger zu Wilßeck, und der Maria Renate von FREUDENBERG.
[I4] (aus ⚭1) Anton Joseph Franz Raimund von GOBEL auf HOFGIEBING (1722–1784) Pater Andreas Avelinus im Orden des Hl. Kajetan (Theatiner) zu München; 1740 Eintritt, 1741 Profess; 1749 Novizenmeister in München, 1753 nach Rom zu den Theatinern; lebte in Rom, München, Wien und war dort Probst; zuletzt Spitalspriester in München.
[I6] (aus ⚭1) Marie Sofia Susanne von GOBEL auf HOFGIEBING (1725–1801)
[I7] (aus ⚭1) Heinrich Joseph Franz Felix Philipp von GOBEL auf HOFGIEBING (1727–1784) Pater Theodor bei den Franziskanern in München; 1745 Eintritt. Feierte am 14.6.1750 eine Heilige Messe in Amberg unter Assistenz seiner drei geistlichen Brüder.
[I8] (aus ⚭1) Johann Wilhelm von GOBEL auf HOFGIEBING (* 1729) Pater Kajetan im Orden des Hl. Kajetan (Theatiner) zu München; 1746 Eintritt, Noviziat in Venedig, 1748 Profess, Studium in Rom, 1780 von Erzbischof Graf Migazzi als Quadragesima-Prediger (in der vierzigtägigen Fastenzeit) an die Minoritenkirche nach Wien berufen.
[I9] (aus ⚭1) Maria Johanna Dorothea von GOBEL auf HOFGIEBING (* 1731)

## Adelsprobe für Anton Maria Freiherr von Gobel auf Hofgiebing
Anlässlich der Aufnahme 1744 in den adeligen St. Michaels-Ritterorden wurde für Anton Maria Freiherr von Gobel auf Hofgiebing (1749–1808) eine Adelsprobe mit folgenden 16 Ahnen aufgeschworen.
1. Christian von Gobel (1590–1658)
2. Anna von Schweinlin (1592–1662)
3. Georg Friedrich von Lochner zu Hüttenbach (ca. 1627–1661) auf Lintach
4. Sophia Magdalena Mendel von Steinfels (1626–1661)
5. Nn Mulz von Walda zu Wallhof
6. Ne von Feldhofen
7. Nn von Borg auf Gfäll
8. Ne von Feldhofen
9. Hieronymus Christoph Freiherr von Pöllnitz († 1697)
10. Anna Katharina von Kerpen
11. Wolf Heinrich von Thüngen (1621–1675)
12. Sabina Eleonora Voit von Rhineck (1638–1676)
13. Johann Ernst von Schaumberg zu Strössendorf
14. Eva von Schaumberg († 1719)
15. Wilhelm Heinrich Marschall von Ebneth
16. Ursula Barbara von Feilitzsch

## Familiengeschichtliche Dokumente
Es existiert eine zweibändige Gobel-Chronik. Diese gelangte nach Franz Carl Fhr v. Gobel (1786–1873) an seine älteste Tochter Luise (1821–1896) und ihren Ehemann Bernhard Seutter von Loetzen (1806–1879). Ihr Sohn Ermanno SvL (1853–1913) übergab die Familienpapiere 1904 an die Brüder Hans und Rüdiger SvL aus der Wiener Linie. Rüdigers Nachlass liegt im Österreichischen Staatsarchiv in Wien. Der in Lindau lebende damals familienälteste Cousin Richard SvL erhielt einige Diplome und die Gobelchronik. Diese Papiere wurden bis nach 1945 im städtischen Archiv oder Heimatmuseum von Lindau und danach im Familienzentrum der SvL verwahrt. 1985 aber wurde die Gobelchronik von der damaligen Verwalterin des Anwesens an ihre familiengeschichtlich interessierte und historisch gebildete Nichte (1921–2013), eine Ururenkelin von Franz Carl Fhr v. Gobel, zur wissenschaftlichen Bearbeitung leihweise übergeben. Eine Photokopie wurde nicht erstellt; das Original ist im bisher nicht aufgearbeiteten Nachlass evtl. noch auffindbar.
Der 1. Band der Gobel-Chronik (von 1748) beginnt mit einer langen Abhandlung über Wappen, Heraldik, Bedeutung der Wappenfarben und Symbole etc., und bringt 16 Agnaten (männliche Namensträger mit Nachkommen, die den Stamm fortsetzen) samt den gemalten Wappen ihrer Ehefrauen; im Übrigen nur kurze Familiendaten und Texte von Verträgen, Testamenten und Beschreibungen der Güter.
Der 2. Band der Gobel-Chronik „des Johann Georg Freiherr von Gobel auf Hofgiebing 1791“ enthält die eigentlichen Familiennachrichten. Sie beginnt mit einer langen Aufzählung, wann und wo in aller Welt der Name Gobel oder Gobelo vorkommt und macht Angaben zu den Nachkommen und ihren Biographien. Die von Helene SvL (1893–1985) handschriftlich erstellten knappen Exzerpte aus beiden Bänden sind vorhanden und wurden teilweise in Schreibmaschinenschrift transkribiert.
Die vielen und detailreichen Briefe des Hauptmanns Franz Carl Fhr v. Gobel vom Griechenlandfeldzug mit König Otto 1832/1833 an seine Gemahlin sind in einer von Helene SvL in Schreibmaschinenschrift erstellten Abschrift erhalten und harren der wissenschaftlichen Aufarbeitung.
Familiengeschichtliche Unterlagen eines Freiherrn von Gobel befinden sich angeblich im Germanischen Nationalmuseum in Nürnberg unter „Freiherr von Gobel, Genealogika, 1787“. Sie werden u. a. von Erhard Werndl Ritter von Lehenstein (* 1932) genannt.